# ناو کلاس گتسله
کروزر کلاس غزال (به انگلیسی: Gazelle-class cruiser) یک کلاس از کشتی است که طول آن ۱۰۵ متر (۳۴۴ فوت) می‌باشد.